# Ernst Deecke

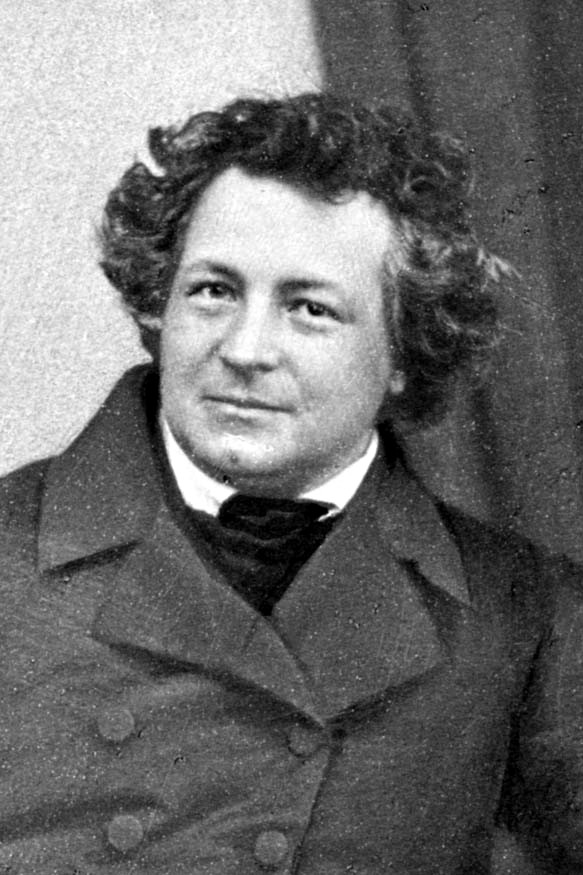
Ernst Deecke (um 1848)

Ludwig Heinrich Ernst Deecke (* 1. Oktober 1805 in Lübeck; † 24. April 1862 ebenda) war ein deutscher Lehrer und Polyhistor des 19. Jahrhunderts.

## Leben

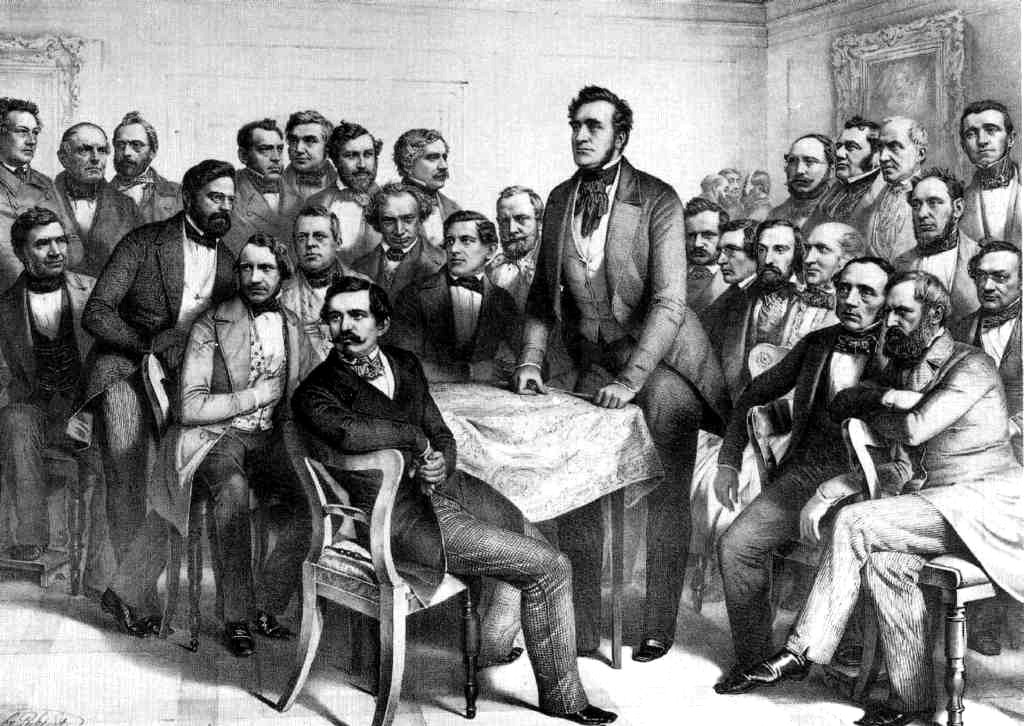
Deecke (ganz links) als Mitglied der Casino-Fraktion, Lithographie „Club de Casino“ von Friedrich Pecht, 1849

Ernst Deecke wuchs in bescheidenen aber nicht ärmlichen Verhältnissen auf. Der Vater August Deecke war 1804 aus Celle nach Lübeck gekommen und hatte mit Erfolg ein Café mit Konditorei betrieben. Er besuchte das Katharineum zu Lübeck bis Ostern 1824. Nach dem Studium der Theologie in Halle (Saale) und Göttingen sowie seiner Promotion zum Dr. phil. wurde Ernst Deecke 1829 in Lübeck Collaborator (Studienrat) an dem Realzweig des Katharineums, der sogenannten Bürgerschule. Nach dem Tod von Friedrich Tiburtius 1836 übernahm er dessen Stelle als Klassenlehrer und zum „Collegen“ befördert die Quarta und zugleich die Leitung des angeschlossenen Knabenpensionats (Internat), das er 1849 schließen musste. Als er 1847 zum 3. Professor des Katharineums aufstieg, war damit, wie seit dem 17. Jahrhundert üblich, die Übernahme der Leitung der Stadtbibliothek verbunden.
1848 wurde er Abgesandter der Freien und Hansestadt Lübeck in der Frankfurter Nationalversammlung, die in der Paulskirche tagte. Er war dort Mitglied der Casino-Fraktion. In der Zeit seiner Abwesenheit unterrichtete der Dichter Emanuel Geibel am Katharineum.
1855 wurde Deecke Mitglied der Bürgerschaft. Deecke war Mitbegründer der „Neue Lübeckische Blätter“ und gehörte dem Kreis „Jung-Lübeck“ an. Er war Meister vom Stuhl der Freimaurerloge „Zum Füllhorn“ zu Lübeck und Angehöriger der Großen Landesloge der Freimaurer von Deutschland.
Ernst Deecke war in erster Ehe mit Wilhelmine, geborene Müller (1805–1838) aus Braunschweig verheiratet. Sie hatten vier Kinder, der älteste Sohn war der Sprachwissenschaftler Wilhelm Deecke.
Der zweite Sohn, Theodor Deecke (1832–1905), war zunächst als wissenschaftlicher Assistent u. a. bei Hermann Schacht und Alexander Braun tätig. Er wanderte 1867 nach Utica in die Vereinigten Staaten aus, wo er als Pathologe tätig war. In der New Yorker Staatsirrenanstalt war er Special-Pathologist. Als solcher veröffentlichte er unter anderen 1874 im American Journal of Insanity die Abhandlung On the Perivascular Spaces in the nervous Centers.
Die Tochter Berta (1834–1902) heiratete den Kaufmann Heinrich Wohlert (1824–1900) und war die Mutter des Bibliothekars Heinrich Wohlert. Die jüngste Tochter Ida (1837–1897) blieb unverheiratet.
Johanna genannt Jenny, geborene Boldemann (1805–1848) aus Grabow war Ernst Deeckes zweite Ehefrau. Der spätere Senator zu Lübeck Hermann Deecke war ihr Sohn. Johanna war die jüngste Schwester von Friedrich Boldemann.

## Auszeichnungen und Ehrenämter
Am 22. Mai 1860 verlieh ihm der dänische König Friedrich VII. das Ritterkreuz des Dannebrog-Ordens.
Ernst Deecke war Inhaber zahlreicher (Ehren-)Ämter:
1843–1862 in der Vorsteherschaft der Gesellschaft zur Beförderung gemeinnütziger Tätigkeit, 1836–1844 Vorstandsmitglied der Naturaliensammlung (heute Museum für Natur und Umwelt), seit 1837 Mitglied des „Verein für Lübeckische Geschichte“ (heute „Verein für Lübeckische Geschichte und Altertumskunde“), ab 1838 Mitglied des „Verein für Lübeckische Statistik“, ab 1848 Mitglied des Ausschusses für die Sammlung Lübeckischer Kunstschätze, Ehrenmitglied der „Königliche Gesellschaft für Altertumskunde“ in Kopenhagen, Ehrenmitglied der geschichtlichen Vereine von Hamburg, Mecklenburg, Braunschweig und Schleswig-Holstein.

## Werke (Auswahl)
- Einige Nachrichten von den im 15ten Jh. zu Lübeck gedruckten niedersächsischen Bücher, G. S. Schmidt, Lübeck 1834
- Beiträge zur Lübeckischen Geschichtskunde. gesammelt von Prof. Dr. Ernst Deecke, von Rodhen’sche Buchhandlung, Lübeck 1835, Digitalisat.
- Grundlinien zur Geschichte Lübecks von 1143-1226 – eine Jubelschrift im Namen des Catharineums zu Lübeck. Von Rodhen’sche Buchhandlung, Lübeck 1839, (Digitalisat)
- Von der ältesten Lübeckischen Rathslinie – eine Jubelschrift im Namen des Catharineums zu Lübeck. Von Rodhen’sche Buchhandlung, Lübeck 1842
- Das Catharineum zu Lübeck vor 1800 eine Jubelschrift. Im Zusammenband mit dem Sonderdruck Zur Geschichte unseres Schulhauses. Von Rodhen’sche Buchhandlung, Lübeck 1843 (Digitalisat)
- Geschichte der Stadt Lübeck. 1. Auflage, von Rodhen'sche Buchhandlung, Lübeck 1844
- Denkmäler bildender Kunst in Lübeck. gezeichnet und herausgegeben von Carl Julius Milde und begleitet mit erläuterndem historischen Text von Ernst Deecke, Hefte I und II, Lübeck, Selbstverlag 1843 und 1847
- Lübische Geschichten und Sagen. Boldemann, Lübeck 1852
- Der alte lübische Schützenhof. Zur Feier seiner Stiftung vor 300 Jahren, H. G. Rathgens, Lübeck 1855
- Die Hochverräter im Jahre 1384. Friedr. As[s]chenfeldt, Lübeck 1858

## Porträts

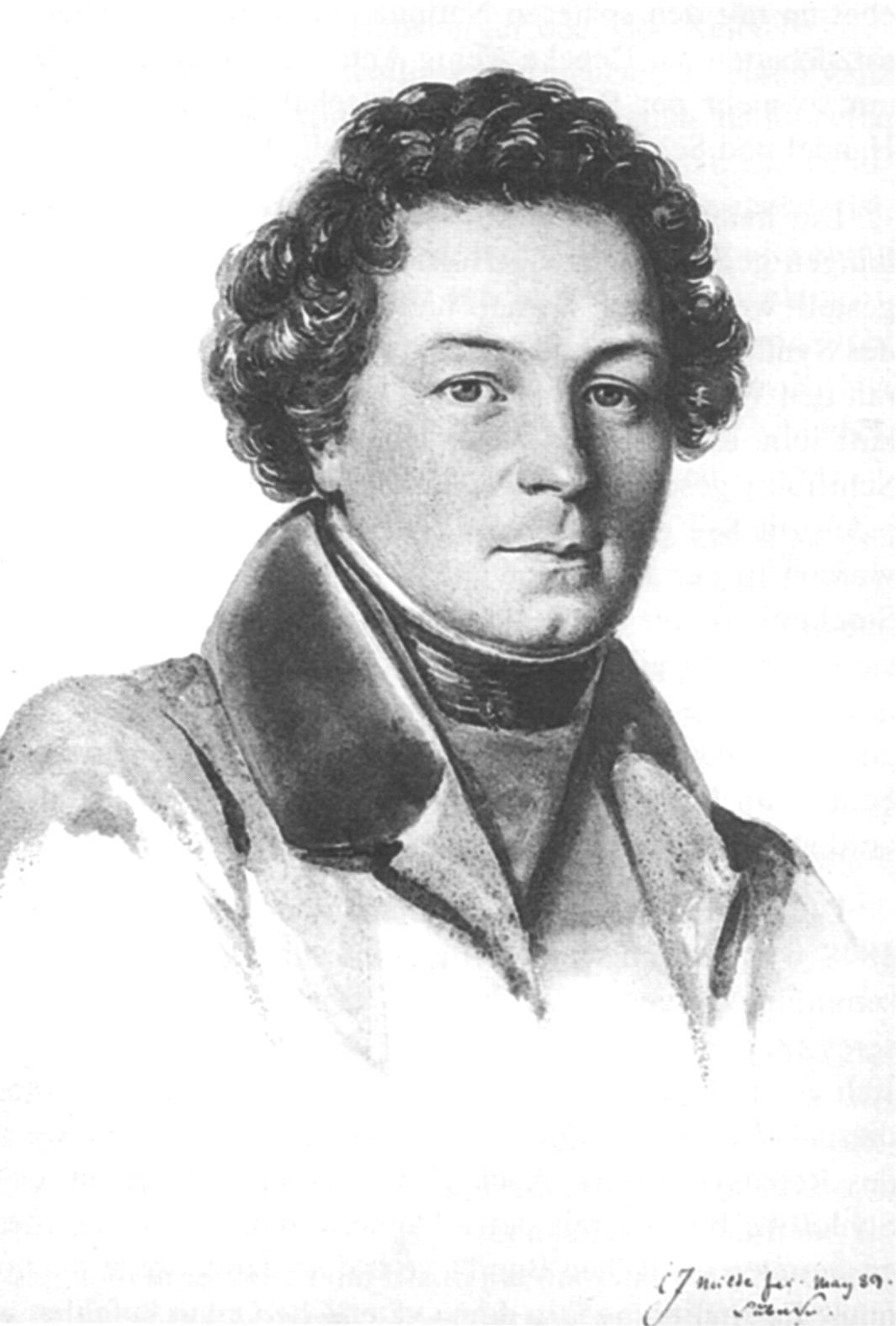
Ernst Deecke, Mai 1839 (Aquarell von Carl Julius Milde)

- Kopf, Kohle-/ Kreidezeichnung, 232 × 301 mm, unsigniert, undatiert, vermutlich um 1834 von Carl J. Milde
- Aquarell, signiert und datiert „C J Milde fec. May 39. Lübeck“ von Carl Julius Milde (St.-Annen-Museum, Lübeck)
- Adolph D. Kindermann, Brustbild, Ölgemälde, 104 × 80 cm (oval), Sign.: Kindermann 1864 post mortem, (Stadtbibliothek Lübeck).